# Ван дер Мер, Ламмерт Бауке
Ламмерт Бауке ван дер Мер (нидерл. Lammert Bouke van der Meer; род. в 1945, Леуварден, Фризия) — нидерландский классицист, специалист по классической археологии и этрускологии.

## Биография
Изучил классическую античность и археологию в Гронингенском университете, в настоящее время — ассоциированный профессор (доцент) классической археологии в Лейденском университете. Ведущий специалист по религии этрусков, автор многочисленных публикаций об их культуре и истории, в том числе в соавторстве с Р. Беекесом.

## Краткая библиография
- Liber Linteus Zagrabiensis. The linen book of Zagreb. A comment on the longest Etruscan text (2007)
- Myths and more. On Etruscan stone sarcophagi, ca. 350—200 B.C. (2004)
- Interpretatio Etrusca. Greek myths on Etruscan mirrors (1995)
- (with R.S.P. Beekes), De Etrusken spreken (1991)
- The bronze liver of Piacenza. Analysis of a polytheistic structure (1987)
- Corpus speculorum Etruscorum: The Netherlands (1983)
- Etruscan urns from volterra. Studies on mythological representations (1978) (dissertation)
- De Etrusken. Inleiding tot de verzameling Etruskische oudheden in het Rijksmuseum van Oudheden te Leiden (1977)